# Metsküla (Rapla)
Metsküla is een plaats in de Estlandse gemeente Rapla, provincie Raplamaa. De plaats heeft de status van dorp (Estisch: küla).
Tot in oktober 2017 viel Metsküla onder de gemeente Raikküla. In die maand werd het grootste deel van Raikküla bij de gemeente Rapla gevoegd.

## Bevolking
Het dorp had 16 inwoners op 31 december 2011 en 11 inwoners op 31 december 2021.

## Ligging
De plaats ligt tegen de grens tussen de gemeenten Rapla en Märjamaa. Aan de andere kant van de grens, ten westen van Metsküla, ligt een dorp dat ook Metsküla heet. De twee dorpen hebben geen gemeenschappelijke geschiedenis.
Ten zuidoosten van het dorp ligt het natuurreservaat Tõrasoo looduskaitseala (33 km²).

## Geschiedenis
Het dorp ontstond rond 1900 uit een groep verspreide boerderijen aan de grens van het landgoed Rayküll (Raikküla). Na de jaren dertig van de 20e eeuw werden twee andere dorpen bij Metsküla gevoegd. Die dorpen waren Sääsküla (dat voor het eerst werd genoemd in 1476) en Suitsu (dat zijn eerste vermelding kreeg in 1725). Deze plaatsen stonden in elk geval nog aangegeven op een kaart uit 1931.